# يوزيف كوفاتش (مصارع رياضي)
يوزيف كوفاتش (بالمجرية: Kovács József)‏ هو مصارع رياضي مجري، ولد في 1929، وتوفي في 1991.

## وصلات خارجية
- يوزيف كوفاتش على موقع أوليمبيديا (الإنجليزية)